# Неравенство Маркова
Нера́венство Ма́ркова в теории вероятностей даёт оценку вероятности, что неотрицательная случайная величина превзойдёт по модулю фиксированную положительную константу, в терминах её математического ожидания. Хотя получаемая оценка обычно груба, она позволяет получить определённое представление о распределении, когда последнее не известно явным образом.

## Формулировка
Пусть неотрицательная случайная величина {\displaystyle X\colon \Omega \to \mathbb {R} ^{+}} определена на вероятностном пространстве {\displaystyle (\Omega ,{\mathcal {F}},\mathbb {P} )}, и её математическое ожидание {\displaystyle \mathbb {E} X} конечно. Тогда
{\displaystyle \mathbb {P} \left(X\geqslant a\right)\leqslant {\frac {\mathbb {E} X}{a}}},
где {\displaystyle a>0}.

## Примеры
1. Пусть {\displaystyle X\geqslant 0} — неотрицательная случайная величина. Тогда, взяв {\displaystyle a=2\mathbb {E} X}, получаем
{\displaystyle \mathbb {P} (X\geqslant 2\mathbb {E} X)\leqslant {\frac {1}{2}}}.
2. Пусть в среднем ученики опаздывают на 3 минуты, и нас интересует, какова вероятность того, что ученик опоздает на 15 и более минут. Чтобы получить грубую оценку сверху, можно воспользоваться неравенством Маркова:
{\displaystyle \mathbb {P} (|X|\geqslant 15)\leqslant {\frac {3}{15}}=0{,}2}.

## Доказательство
Пусть неотрицательная случайная величина {\displaystyle X} имеет плотность распределения {\displaystyle p(x)}, тогда для {\displaystyle a>0}
{\displaystyle \mathbb {E} X=\int _{0}^{\infty }xp(x)dx\geqslant \int _{a}^{\infty }xp(x)dx\geqslant \int _{a}^{\infty }ap(x)dx=a\mathbb {P} \left(X\geqslant a\right)}.

## Связь с другими неравенствами
Если в неравенство подставить вместо случайной величины {\displaystyle X} случайную величину {\displaystyle (Y-\mathbb {E} Y)^{2}}, то получим неравенство Чебышёва:
{\displaystyle \mathbb {P} (|Y-\mathbb {E} (Y)|\geq b)\leq {\frac {{\textrm {Var}}(Y)}{b^{2}}}.}
И наоборот, представив неотрицательную случайную величину {\displaystyle X} в виде квадрата другой случайной величины {\displaystyle X=Y^{2}}, такой что {\displaystyle \mathbb {E} Y=0}, из неравенства Чебышева для {\displaystyle Y} получим неравенство Маркова для {\displaystyle X}. Распределение случайной величины {\displaystyle Y} определяется так: {\displaystyle \mathbb {P} (Y<-{\sqrt {a}})=\mathbb {P} (Y>{\sqrt {a}})=\mathbb {P} (X>a)/2}, {\displaystyle \mathbb {P} (Y=0)=\mathbb {P} (X=0)}.
Если {\displaystyle \phi (x)} произвольная положительная неубывающая функция, то
{\displaystyle \mathbb {P} \left(X\geqslant a\right)=\mathbb {P} \left(\phi (X)\geqslant \phi (a)\right)\leqslant {\frac {\mathbb {E} \left[\phi (X)\right]}{\phi (a)}}}.
В частности при {\displaystyle \phi (x)=e^{xt}}, для любых {\displaystyle t\geqslant 0}
{\displaystyle \mathbb {P} \left(X\geqslant a\right)\leqslant {\frac {\mathbb {E} \left[e^{Xt}\right]}{e^{at}}}={\frac {M_{X}(t)}{e^{at}}}},
где {\displaystyle M_{X}(t)} — производящая функция моментов. Минимизируя правую часть по {\displaystyle t}, получим неравенство Чернова. 
Неравенство Чернова дает лучшую оценку, чем неравенство Чебышёва, а неравенство Чебышёва — лучшую, чем неравенство Маркова. Это неудивительно, поскольку неравенство Маркова предполагает знание только первого момента случайной величины {\displaystyle X}, Чебышёва — первого и второго, Чернова — всех моментов.